# 黄吻棱鳀
黄吻棱鳀（学名：Thryssa vitrirostris）为鳀科棱鳀属的鱼类。分布于印度西太平洋區，包括非洲南部、紅海、東非、波斯灣、巴基斯坦、印度、印尼、台灣、香港、汶萊等海域，本魚上頜骨長，達到超出基地第一胸鰭鰭條，頷骨橢圓形。後面鰓裂上部的暗斑;內鰓腔明亮的橙色，臀鰭軟條31-40枚，體長可達20公分，棲息在沿海，可作為食用魚或餌魚。该物种的模式产地在納塔爾。

## 扩展阅读
維基物種上的相關：黄吻棱鳀